# Cosnes-et-Romain
Cosnes-et-Romain is een gemeente in het Franse departement Meurthe-et-Moselle (regio Grand Est). De plaats maakt deel uit van het arrondissement Briey. Cosnes-et-Romain telde op 1 januari 2022 2.805 inwoners.

## Geografie
De oppervlakte van Cosnes-et-Romain bedroeg op 1 januari 2022 16,23 vierkante kilometer; de bevolkingsdichtheid was toen 172,8 inwoners per km². De plaatsen Vaux-Warnimont en Warnimont-Romain horen ook bij de gemeente.

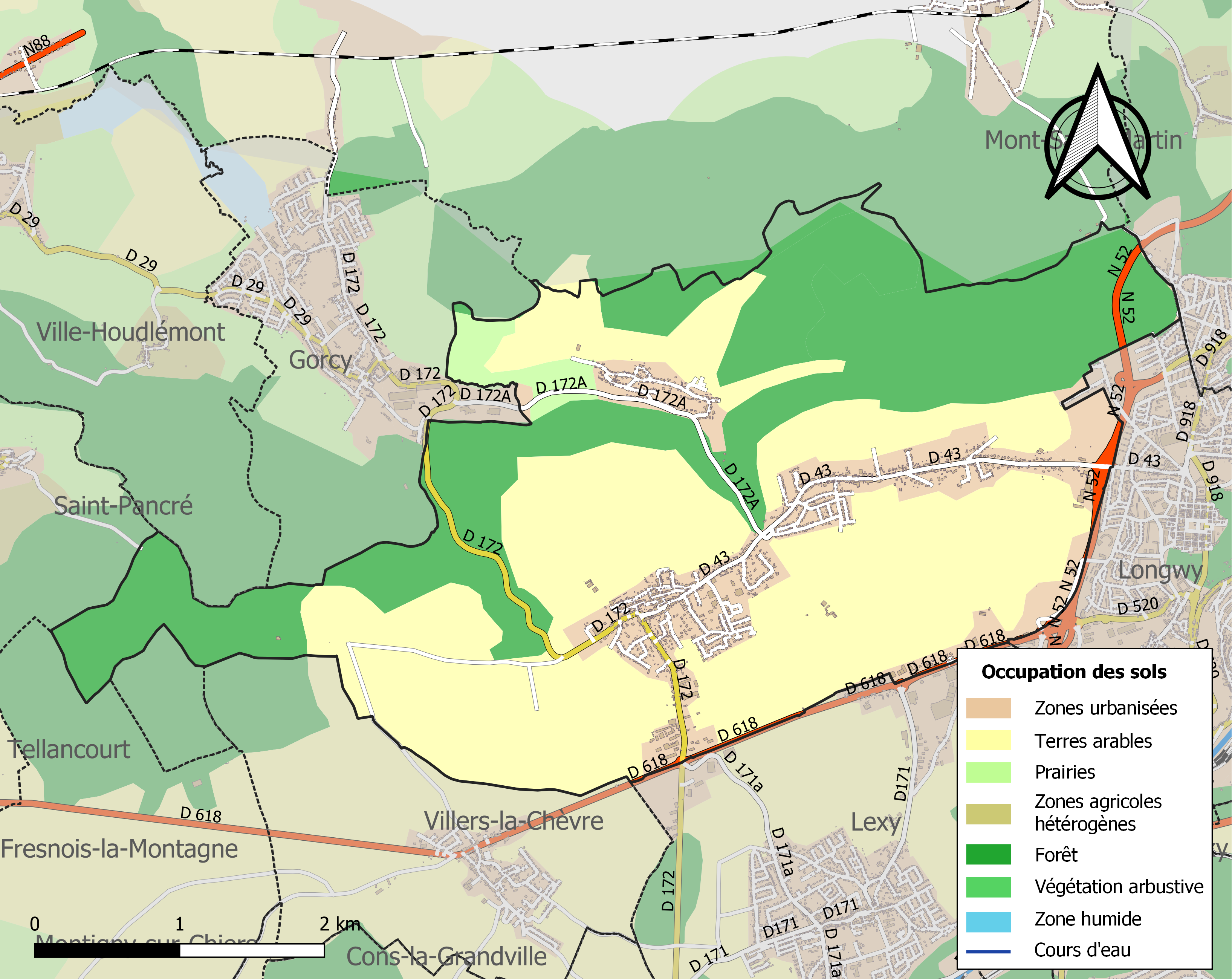
Kaart van de gemeente met de belangrijkste infrastructuur, bodemgebruik en omliggende gemeenten

## Demografie
Onderstaande figuur toont het verloop van het inwonertal (bron: INSEE-tellingen).